# Ă
Az ă (latin small/capital letter a with breve) a román, a vietnámi, és az 1972 előtti maláj ábécé második betűje.
A betű feletti ékezet (˘) román neve căciulă.
Az Ă/ă-t használják tudományos művekben a bolgár Ъ/ъ betűk átírására is.
Az egykori román cirill ábécében a Ъ ъ volt a megfelelője. A Dnyeszter Menti Köztársaságban ma is használt moldáv ábécében Э э a megfelelője.

## A román nyelvben
A románban az ă egy középső nyelvállású schwa hang ([ə]) leírására szolgál, mely sok más nyelvvel (pl. angol, katalán, francia stb.) ellentétben hangsúlyos is lehet, hasonlóan a bolgárhoz és az afrikaanshoz: măr [mər] ’alma’, văd [vəd] ’látom’, cărțile [ˈkərt͡sile] ’a könyvek’, odăi [oˈdəj] ’szobák’.

## A vietnámi nyelvben
Az ă a vietnámi nyelvben a rövid [a] hangot jelöli. Mivel a vietnámi tonális nyelv, ezért megkaphatja az 5 vietnámi ábécében használt tónusjelet is, ilyenkor a következő betűformák jönnek létre: Ằ ằ – Ắ ắ – Ẳ ẳ – Ẵ ẵ – Ặ ặ

## A maláj nyelvben
Az 1972 előtti maláj ábécében az ă a szó végi [ə] hangot jelölte. A helyesírási reform során ezt a betűt megszüntették, ma egyszerű a-t írnak helyette: 1972 előtt: mată – 1972 után: mata [ˈmatə] ’szem’.

## Kiejtésjelölésben
Egyes angol szakkiadványokban, pl. az American Heritage Dictionary of the English Language-ben az angol nyílt [æ] jelölésére használják az ă betűt.

## Karakterkódolás
| Karakterkészlet | Kisbetű (ă) | Nagybetű (Ă) |
| --------------- | ----------- | ------------ |
| Unicode         | U+0103      | U+0102       |
| HTML/XML        | &#259;      | &#258;       |